# Selegas
Selegas település Olaszországban, Szardínia régióban, Cagliari megyében. Lakosainak száma 1282 fő (2023. január 1.). Selegas Gesico, Guamaggiore, Ortacesus, Suelli és Senorbì községekkel határos.
Selegas a Trexenta alrégió szívében található, két völgy között, a Monte Nuritzi lábánál. A kb. 1400 lakosú város, mezőgazdasági hagyományokkal rendelkezik. A név a bőséges rozstermésről – a római közemberek „fekete kenyeréről” –, illetve a segetes, „gabonafélék”, majd a „Ceres földje”, az aratás istennője szavakból ered. Még a városszerkezet is jellemzően vidékies, alacsony házakkal, homlokzataikat falfestmények díszítik, amelyek a helyi tevékenységeket és közösséget, valamint Liliana Cano festő „reneszánsz alakjait” ábrázolják. A júliusi Sa Domu De Perda rendezvény ezeknek a falfestményeknek állít emléket. A város „szívében” található a Sant'Anna plébániatemplom, amely a 12-13. századi gótikus-pisai stílusban épült, és márványoltár gazdagítja. A harangtoronyban négy harang található, a legrégebbi (1608) Seligas felirattal van ellátva.

## Népesség
A település lakossága az elmúlt években az alábbi módon változott:
| Lakosok száma | 1361 | 1347 | 1282 |
|               | 2017 | 2018 | 2023 |